# لويس بويول
لويس بويول (بالإسبانية: Lluís Pujol) هو مدرب كرة قدم ولاعب كرة قدم إسباني في مركز الهجوم، ولد في 25 مايو 1947 في كاستيلبيل ي فايلار في إسبانيا. شارك مع منتخب إسبانيا تحت 18 سنة لكرة القدم ومنتخب إسبانيا تحت 23 سنة لكرة القدم ومنتخب إسبانيا لكرة القدم ومنتخب كاتالونيا لكرة القدم. أما مع النوادي، فقد لعب مع نادي برشلونة ونادي ساباديل ونادي سان أندرو ونادي كاستييون.

## وصلات خارجية
- لويس بويول على موقع ناشيونال فوتبول تيمز (الإنجليزية)